# Charles Tillot
Charles-Victor Tillot, conocido simplemente como Charles Tillot (Ruan, 1825 - Ruan, 1895) fue un pintor francés. En 1839 ingresó en la Escuela de Bellas Artes de París. En 1846 expuso por primera vez en el Salón de París, la exposición oficial organizada por la Academia de Bellas Artes francesa. En 1860 se trasladó a vivir a Barbizon, localidad francesa foco de una corriente de paisajismo realista conocida como Escuela de Barbizon. Allí conoció a Jean-François Millet y a Théodore Rousseau, dos de los más importantes representantes de esta tendencia.
Entró en contacto con el grupo impresionista a través de Edgar Degas y Henri Rouart. Esto le llevó a participar en seis de las ocho exposiciones del grupo impresionista. 

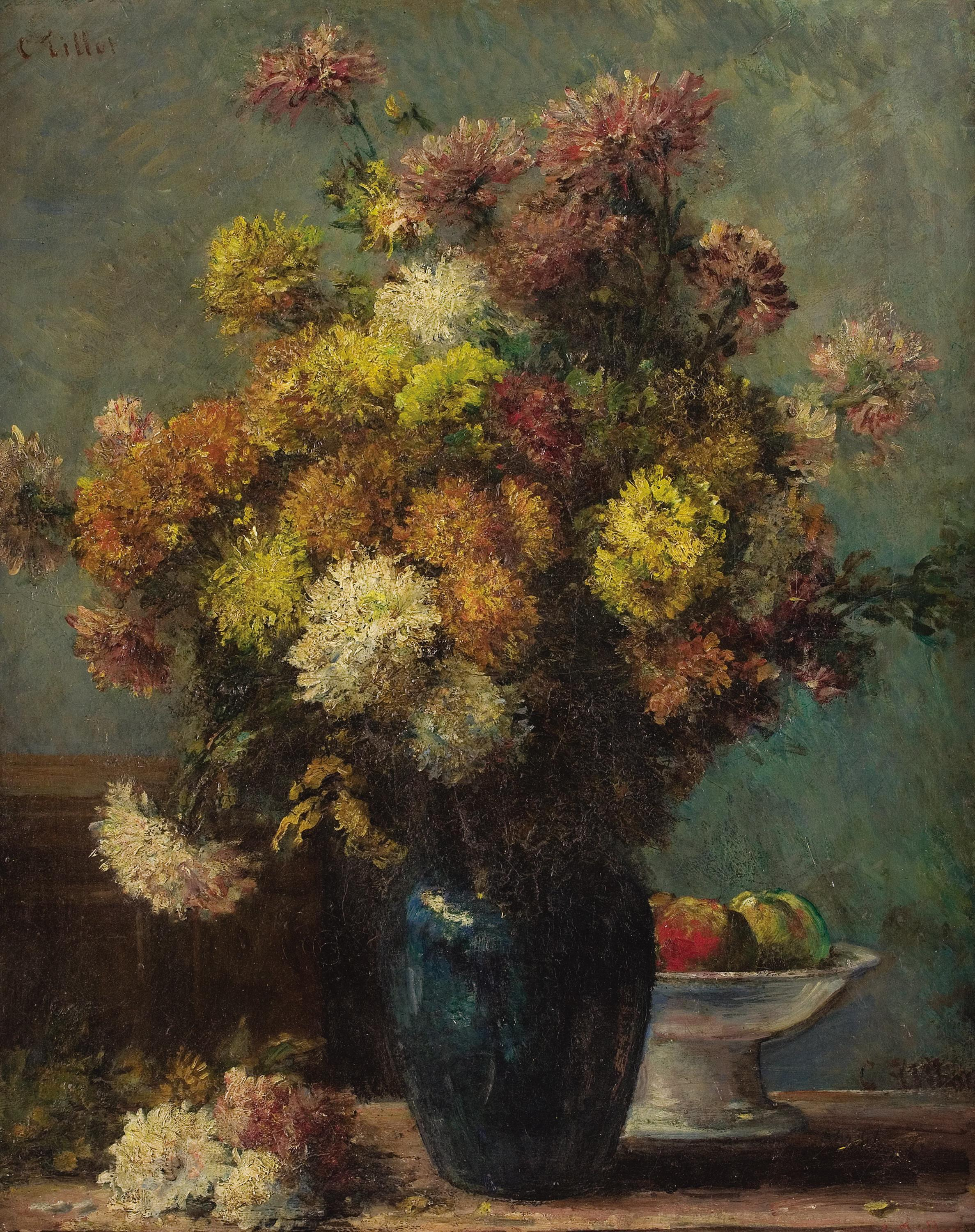
Bodegón con flores (Nature morte aux fleurs, 1877, Nueva York, colección particular) de Charles Tillot.

Su producción consiste sobre todo en paisajes y marinas influidos por la manera de la Escuela de Barbizon y por el paisajismo de los impresionistas. 